# Broeder Jacob (bier)
Broeder Jacob is een Belgisch biermerk. Het bier wordt gebrouwen door Brouwerij Broeder Jacob, gelegen in Tongeren, in het zuiden van de Belgische provincie Limburg. 

## Achtergrond
Broeder Jacob werd gecreëerd door twee bierliefhebbers, Johan Claes en Bruno Verbiest. Het eerste brouwsel was klaar op 16 oktober 2010. De primeur van het proeven was weggelegd voor de cafetaria van het rust- en verzorgingstehuis Huyze De Pauw in Onze-Lieve-Vrouw-Waver. Intussen is het bier verkrijgbaar in meerdere drankhandels en eet- en drankgelegenheden. De naam van het bier verwijst naar het internationaal bekende kinderliedje Broeder Jacob, in Nederland bekend onder de naam Vader Jacob. De makers kiezen bewust voor een band met de muziek. Daarom staan de noten van het liedje op alle flesjes en glazen van het bier. Onder in het glas is ook een solsleutel gegraveerd.

## Het bier
Omdat de makers er niet in slaagden een brouwerij over te nemen, wordt het bier in opdracht van hen gebrouwen door brouwerij Du Bocq te Purnode. Intussen werd al meer dan 400 hectoliter gebrouwen, wordt het bier, in samenwerking met brouwerij Celis reeds uitgevoerd naar de Verenigde Staten en wordt onderhandeld met andere landen. Beide bieren zijn verkrijgbaar in flesjes van 33 cl, flessen van 75 cl en in vaten van 20 liter. De specifieke smaak van het bier wordt bekomen door toevoegen van bitternat en koriander en voor de bruine ook sinaasschillen.

## Varianten
- Broeder Jacob Bruin, een donker bier met een alcoholpercentage van 7,5%
- Broeder Jacob Tripel, een blond bier met een alcoholpercentage van eveneens 7,5%
- Broeder Jacob Double Espresso, een bruin bier met een alcoholpercentage van 7,7%. Dit is een samenwerking van Johan Claes met zijn broer Wim, een koffiebrander.[3] Het is het eerste Belgische koffiebier met toevoeging van echte koffie, namelijk Finca la Pila single estate uit Guatemala.
- Broeder Jacob Double Port 9°, een donker bier met een alcoholpercentage van 9%. aan dit bier is tawny port toegevoegd.
- Broeder Jacob Formidabel, een blonde ale met een alcoholpercentage van 5,5%.
- Broeder Jacob Gijle Bock, een donker bier met een alcoholpercentage van 6,6%.
- Broeder Jacob Kotmadam, een blond bier met een alcoholpercentage van 6%.
- Broeder Jacob Winterklokje, een donkerrood winterbier met een alcoholpercentage van 9%.

## Prijzen
- Brussels Beer Challenge 2012 - Zilveren medaille voor Broeder Jacob Double Espresso in de categorie Flavoured beer: Coffee

## Zie ook

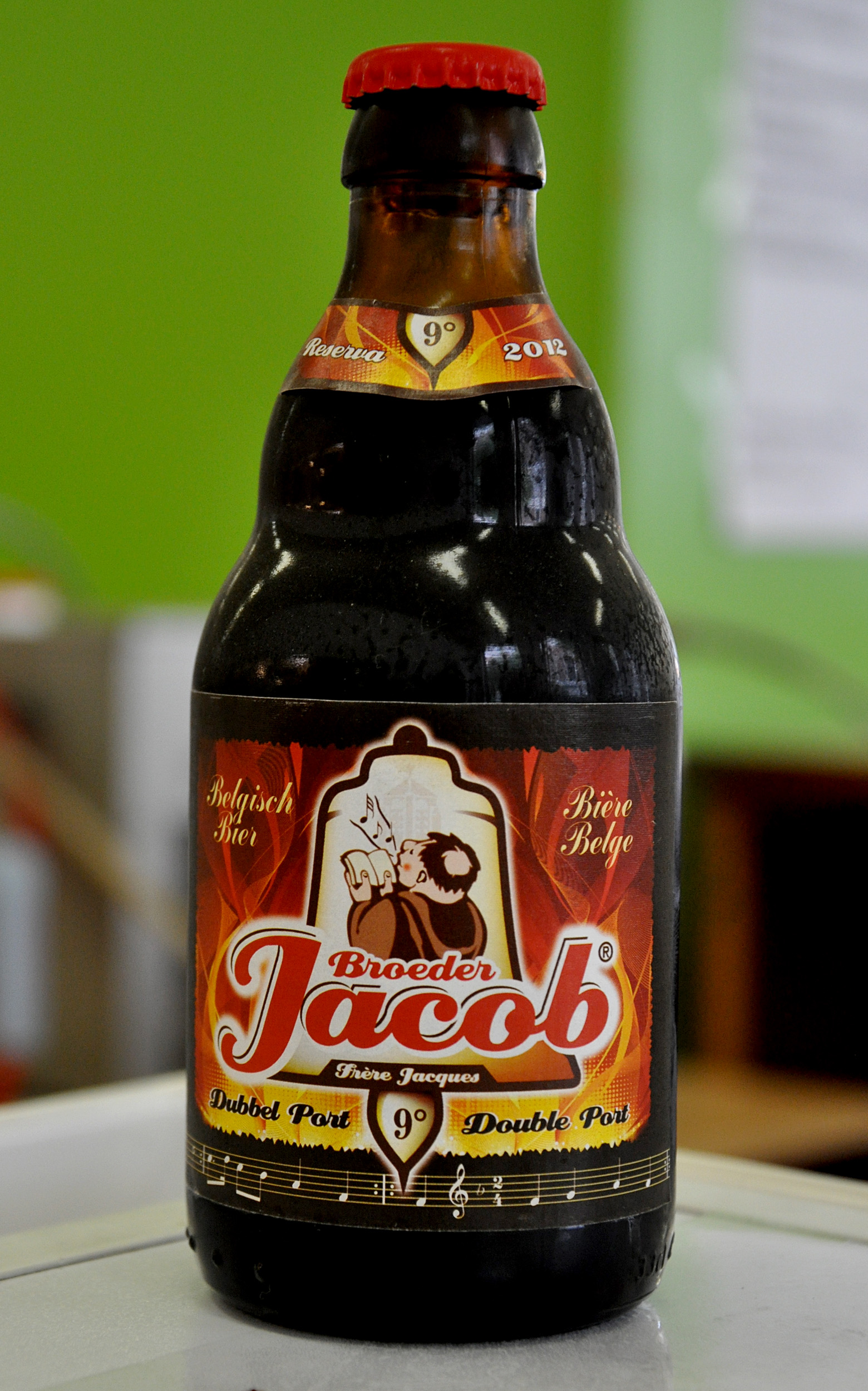
Broeder Jacob Double Port met een ouder etiket